# DISG
Das Akronym DISG (engl. DISC) bezeichnet einen Persönlichkeitstest, der auf Selbsteinschätzung in Fragebögen beruht.
Der Persönlichkeitstest unterscheidet vier „Grundtypen“ der Persönlichkeit. Fachgesellschaften wie die Deutsche Gesellschaft für Psychologie und der Berufsverband Deutscher Psychologen sehen wissenschaftliche Gütekriterien als nicht erfüllt, auch wenn die Anbieter dies behaupten. Die Normierung des Tests ist nicht öffentlich und damit fehlen wichtige Informationen zur Aussagekraft des Tests. Deswegen wird in wissenschaftlichen Kreisen von der Nutzung des Tests abgeraten. Kommerziell wird der Test bei Recrutingprozessen und Coachings eingesetzt.
Historisch gesehen handelt es sich um eine der zahlreichen Typologien oder Psychographien. Der amerikanische Psychologe John G. Geier entwickelte 1979 diesen selbstbeschreibenden Persönlichkeitstest, angeblich vorwiegend aus dem 1921 erschienenen Buch Psychologische Typen des Schweizer Psychiaters C. G. Jung und der Arbeit von William Moulton Marston. Marston teilte seine Probanden in vier Gruppen ein: „dominance“, „submission“, „acquisitiveness“ und „creation“. Die beiden letzten Begriffe ersetzte er dann durch „Inducement“ und „Compliance“. Daraus resultiert das Acronym DISC (deutsch DISG). 2008 publizierte Inscape Publishing die erste Version des aktuellen Online-Testsystems Everything DiSC. Rechteinhaber und Lizenzgeber von DISG bzw. DiSC ist der Verlag John Wiley & Sons Inc. (vormals Inscape Publishing Inc.). Die Konstruktion und Validierung (im Vergleich zu den anerkannten psychologischen Testverfahren NEO-PI und 16PF) wurde 2015 von Scullard & Baum im Verlag John Wiley & Sons publiziert.

## Modell
Die Abkürzung DISG steht für die vier Grundverhaltenstendenzen:
- D = Dominant (engl.: Dominance)
- I = Initiativ (engl.: Influence)
- S = Stetig (engl.: Supportiveness)
- G = Gewissenhaft (engl.: Conscientiousness)

In einer der verschiedenen Versionen heißen die vier Typen dominance, influence, supportiveness und conscientiousness. Nach dem DISG-Modell ist die Persönlichkeit eine Funktion einer Wahrnehmung und Reaktion einer Person auf die jeweilige Lebenssituation. Das DISG-Modell beschreibt nach dem Prinzip der Selbstbeschreibung bestimmte Ausprägungen eines Typus. Aus den vier grundlegenden Dimensionen ergeben sich unter der Berücksichtigung der unterschiedlichen Kombinationsmöglichkeiten je nach Version und Zählweise 15 bis 20 verschiedene Mischformen (ausgeprägte primäre und sekundäre Verhaltenstendenzen). So sind es zum Beispiel zwölf Mischtypen in der englischsprachigen Version von Julie Straw.
Das Modell soll zur Verbesserung der Kommunikation und zur Reflexion der eigenen Persönlichkeitsausprägungen dienen, indem man sich selbst besser kennenlernt und mit den postulierten Eigenschaften der vier Persönlichkeitstypen die Verhaltenstendenz seines Gegenübers besser einschätzen und verstehen kann.

## Aufbau
Der DISG Fragebogen ist als Papier- oder Onlineversionen in verschiedenen Sprachen verfügbar. Der Test besteht je nach Anbieter aus einem Antwortbogen mit jeweils 12 bis 28 Wortgruppen (für „am ehesten“ und für „am wenigsten“). Die Person entscheidet anhand einer ipsativen Skalierung für einen Kurzsatz bzw. einen Begriff. Die Auswertung der Ergebnisse geschieht grafisch in drei Diagrammen („Äußeres Selbstbild“, „Inneres Selbstbild“, „Integriertes Selbstbild“). Die Verteilung der erzielten Punktzahlen in den drei Diagrammen spiegelt die unterschiedliche Ausprägung persönlichen Verhaltens wider. Anhand des nachfolgenden Beispiels kann man die Logik und den Aufbau des DISG veranschaulichen (die Begriffe stammen aus der Version von Gay bzw. Seiwert und der Inscape Publishing Inc. mit den gleichen Englischen Begriffen).
Anleitung für den Fragebogen: Bewerten Sie die jeweils waagrechte Reihe mit 1, 2, 3 oder 4 Punkten. Entscheiden Sie sich für die Eigenschaft, die auf Sie am ehesten zutrifft = 4 Punkte, dann für das Merkmal, das am wenigsten auf Sie zutrifft = 1, anschließend für die beiden dazwischen liegenden.
| Dominant           | Initiativ            | Stetig             | Gewissenhaft      |
| ------------------ | -------------------- | ------------------ | ----------------- |
| egozentrisch ____  | enthusia stisch ____ | passiv             | Perfekt ionist __ |
| direkt ____        | gesellig ____        | geduldig ____      | genau ____        |
| kühn ____          | beredsam ____        | loyal ____         | Erkunder ____     |
| herrisch ____      | impulsiv ____        | voraus sagbar ____ | diplomatisch ____ |
| anspruchsvoll ____ | emotional ____       | teamfähig ____     | systematisch ____ |
| usw.               | usw.                 | usw.               | usw.              |
| Summe ____         | Summe ____           | Summe ____         | Summe ____        |

Je nachdem, wie viel Punkte der Kandidat in jeder Spalte als Summe erzielt, ist er ein vorwiegend dominanter, initiativer, stetiger oder gewissenhafter Typ. Für die Beschreibung der Typen werden dann Synonyme oder Umschreibungen für die Begriffe verwendet und in Prosa formuliert. Beispiel von Seiwert: „Initiative versuchen, andere zu Allianzen zusammenzubringen, um ihre Ziele zu erreichen. Sie versuchen eher, andere zu überzeugen, als sie zu zwingen. Menschen mit hohem 'I' fühlen sich wohl, wenn sie soziale Kontakte pflegen können … sie arbeiten effektiv, wenn sie keiner Kontrolle … unterworfen sind … sie handeln spontan … sind voller Energie und Tatendrang…“ und verzetteln sich gelegentlich (Hervorhebung im Original). In der englischsprachigen Version von Julie Straw sind die Merkmale dominanter Typen: getting immediate results, taking action, accepting challenges, making decisions quickly, questionning the status quo, solving problems, die dann ebenfalls in Prosa ausformuliert sind.
In dem obigen Beispiel sind es jeweils fünf Begriffe pro Dimension und in der Original-Version des US-Lizengebers (Inscape Publishing Inc.) sind es jeweils 28 Synonyme. In der ursprünglichen Version von Marston aus dem Jahr 1928 sind es jeweils etwa 40 bis 50.

## Kritik
Ein praktischer Nutzen dieser Art ist nach David Myers oder Hermann-Josef Fisseni nur möglich, wenn das zugrunde liegende Modell validiert wurde. Dies ist im Falle des DISG-Modells nicht gegeben. Die Angaben zur Normierung (Eichung), Zuverlässigkeit (Reliabilität) und Gültigkeit (Validität) des DISG haben sich nach Cornelius König und Bernd Marcus als nicht stichhaltig erwiesen. Die Autoren kommen zu dem Schluss: „Validierungen hinsichtlich berufsrelevanter Kriterien werden für keine der Versionen berichtet – empirische Belege für die Praxistauglichkeit fehlen also.“ Es wird außerdem angemerkt, dass die Zuordnung zu ganzen Persönlichkeitstypen (im Gegensatz zu einzelnen, unabhängigen Merkmalen) stereotypes Denken fördern kann.
Die weite Verbreitung und Beliebtheit des DISG-Modells und seiner Varianten, obwohl es als veraltet gilt und Erkenntnisse der Persönlichkeitsforschung seit den 1920er Jahren ignoriert, erklärt Viktor Lau mit dem Barnum-Effekt, den auch die Astrologie nutzt. Die nebenstehende Grafik soll diesen Aspekt veranschaulichen.

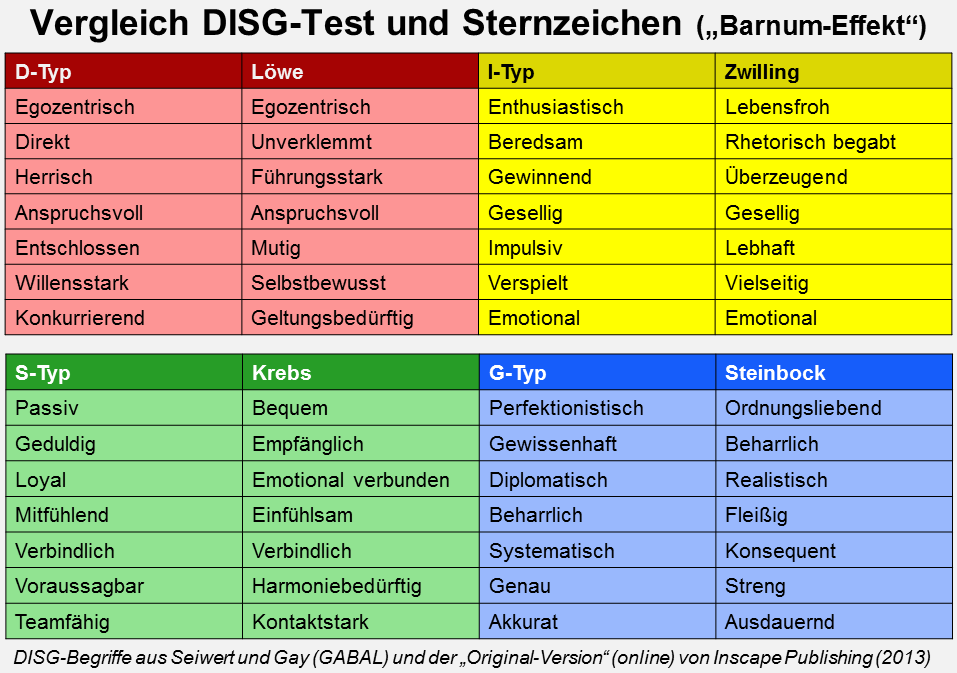
Vergleich DISG-Test und Sternzeichen

Die fehlende Validierung stellt auch das Hauptanwendungsfeld des DISG-Modells in der Personalentwicklung in Frage: „Weder werden Evaluationen der vielfältigen Trainings berichtet, in denen der Test eingesetzt werden soll (von der Persönlichkeitsentwicklung über Coaching bis zu Führungs- und Verkaufserfolg), noch existiert belastbare Evidenz für die weitreichende Interpretation […] hinsichtlich des Selbstkonzepts. Auch zum Einsatz als Reflexionshilfe fehlen empirische Belege. Solange solche Evidenz nicht vorliegt, kann der Test weder für Entwicklungs- noch für Auswahlzwecke empfohlen werden“.
Eine Typologie ist aus grundsätzlichen Erwägungen nicht in der Lage, praktische Handlungsempfehlungen zu liefern. Der National Research Council der USA kam bereits im Jahr 1936 zu dem Ergebnis, dass der praktische Nutzen derartiger Typologien in keinem Verhältnis zur Popularität steht – oder wörtlich „the popularity of this instrument in the absence of proven scientific worth is troublesome.“ Aus diesem Grund entstand der Trend zur Kompetenzorientierung in der Personalentwicklung.